# Ноли
Ноли (итал. Noli) је насеље у Италији у округу Савона, региону Лигурија.
Према процени из 2011. у насељу је живело 1673 становника. Насеље се налази на надморској висини од 14 м.

## Становништво
Према резултатима пописа становништва 2011. у општини је живело 2.801 становника.
| 1931. | 1936. | 1951. | 1961. | 1971. | 1981. | 1991. | 2001. | 2011. |
| ----- | ----- | ----- | ----- | ----- | ----- | ----- | ----- | ----- |
| 2.227 | 2.267 | 2.472 | 2.948 | 3.086 | 3.107 | 2.997 | 2.946 | 2.801 |

## Партнерски градови
- Лангенарген